# Tituss Burgess

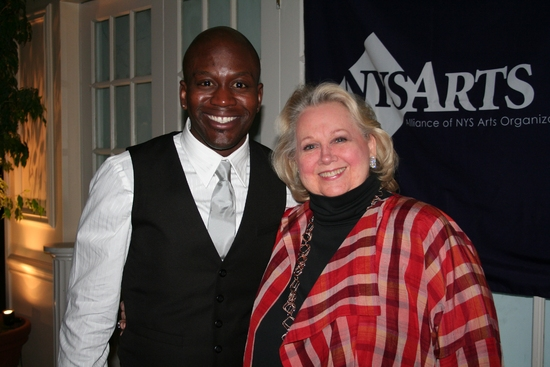
Burgess und Barbara Cook

Tituss Burgess (* 21. Februar 1979 in Athens, Georgia) ist ein US-amerikanischer Schauspieler und Sänger. Er trat in vier Broadway-Musicals auf und ist bekannt für seine sehr hohe Tenorstimme oder seine Rolle als Titus Andromedon in der Netflix-Originalserie Unbreakable Kimmy Schmidt.

## Privatleben
Burgess wurde in Athens, Georgia geboren und wuchs dort auf. Er besuchte die Cedar Shoals High School, wo er im Theaterprogramm aktiv war. Er absolvierte die Universität von Georgia mit einem BA in Musik.

## Karriere
Burgess machte sein Broadway-Debüt im Musical Good Vibrations als Eddie im Jahr 2005 und trat im selben Jahr in Jersey Boys als Hal Miller auf. Er besetzte die Rolle von „Sebastian the Crab“ in dem Musical The Little Mermaid im Jahr 2007 und übernahm die Rolle von Nicely-Nizza Johnson in der Wiederbelebung von Guys and Dolls im Jahr 2009.
Burgess trat am 20. Oktober 2008 im Rahmen des Benefizkonzerts „Broadway for Obama“ am Staatstheater für Künste in Easton, Pennsylvania auf. Ebenso trat er beim Benefizkonzert „Broadway After Dark“ am 26. Oktober 2008 in New York City auf und am 27. Juli 2009 in einem Solo-Konzert im New Yorker Jazzclub Birdland.
Am 6. März 2015 veröffentlichte Netflix die erste Staffel von Unbreakable Kimmy Schmidt, die Burgess in einer Hauptrolle als Titus Andromedon, Kimmys Mitbewohner, zeigt. Für seine Leistung in der ersten Staffel erhielt er eine Nominierung als Bester Nebendarsteller in einer Comedy-Serie bei den Critics’ Choice Television Awards 2015 und eine Nominierung als Bester Nebendarsteller in einer Comedy-Serie bei der Verleihung der Primetime Emmy Awards 2015.

## Filmografie (Auswahl)
- 2009: Schoolhouse Rock! (Fernsehserie, 1 Folge)
- 2009: The Battery’s Down (Fernsehserie, 2 Folgen)
- 2011: A Gifted Man (Fernsehserie, 1 Folge)
- 2011–2012: 30 Rock (Fernsehserie, 4 Folgen)
- 2012: Blue Bloods – Crime Scene New York (Fernsehserie, 1 Folge)
- 2013: Royal Pains (Fernsehserie, 1 Folge)
- 2014: Are You Joking?
- 2015–2019: Unbreakable Kimmy Schmidt (Fernsehserie)
- 2016: Angry Birds – Der Film
- 2016: Catfight
- 2016: Elena von Avalor (Stimme, 1 Folge)
- 2017: Die Schlümpfe – Das verlorene Dorf
- 2018: Set it up
- 2019: Dolemite Is My Name
- 2019: Miracle Workers (Fernsehserie, eine Folge)
- 2020–2022: Central Park (Fernsehserie, Stimme)
- 2020: Sing On USA (Moderator)
- 2021: Respect
- 2023: The Slumber Party
- 2025: Schneewittchen (Snow White, Stimme)

## Theater
Broadway
- 2005: Good Vibrations
- 2005–2006: Jersey Boys
- 2007–2008: The Little Mermaid
- 2009: Guys and Dolls

Arsht Center
- 2015: Into the Woods

## Nominierungen
Emmy
- 2015: Nominierung als bester Nebendarsteller in einer Comedyserie für Unbreakable Kimmy Schmidt
- 2016: Nominierung als bester Nebendarsteller in einer Comedyserie für Unbreakable Kimmy Schmidt
- 2017: Nominierung als bester Nebendarsteller in einer Comedyserie für Unbreakable Kimmy Schmidt
- 2018: Nominierung als bester Nebendarsteller in einer Comedyserie für Unbreakable Kimmy Schmidt

Critics’ Choice Television Award
- 2015: Nominierung als bester Nebendarsteller in einer Comedyserie für Unbreakable Kimmy Schmidt
- 2017: Nominierung als bester Nebendarsteller in einer Comedyserie für Unbreakable Kimmy Schmidt
- 2018: Nominierung als bester Nebendarsteller in einer Comedyserie für Unbreakable Kimmy Schmidt

Screen Actors Guild Award
- 2017: Nominierung als bester Darsteller in einer Comedyserie für Unbreakable Kimmy Schmidt